# (14010) Jomonaomori
(14010) Jomonaomori est un astéroïde de la ceinture principale.

## Description
(14010) Jomonaomori est un astéroïde de la ceinture principale. Il fut découvert le 16 octobre 1993 à Kitami par Kin Endate et Kazuro Watanabe. Il présente une orbite caractérisée par un demi-grand axe de 2,67 UA, une excentricité de 0,19 et une inclinaison de 12,7° par rapport à l'écliptique.